# الاصحوب (ريمة)

تعديل مصدري - تعديل

قرية الاصحوب

هي إحدى قرى عزلة المخلاف الواقعة ضمن مديرية مزهر التابعة لمحافظة ريمة، بلغ تعداد سكانها (1437) نسمة حسب تعداد اليمن لعام 2004.

## المحلات التابعة للقرية
- المعصرة
- الجبور
- بيت عبيد
- المنار
- بيت الجرادي
- البرحة
- ضهار
- الخيرة
- مثون
- البرار
- الحصحص
- المقهايه
- بيت العوالي
- بيت الحارسي
- الجداهن
- بيت لمحول
- العروض
- بيدر

## روابط خارجية
- الدليل الشامــل